# オースティン・リーブス
オースティン・タイラー・リーブス（Austin Tyler Reaves, 1998年5月29日 - ）は、アメリカ合衆国・アーカンソー州ニューアーク出身のプロバスケットボール選手。NBAのロサンゼルス・レイカーズに所属している。ポジションは主にシューティングガード。

## 経歴

### ハイスクール
リーブスはアーカンソー州ニューアークにあるシーダーリッジ高校に通い、最初の2年間でクラス2Aの州のタイトルを獲得した。フォレストシティ高校戦では3回の延長にもつれたが、リーブスは73得点を記録し勝利した。シニアクラスの1試合平均は32.5得点、8.8リバウンド、5.1アシストを記録し、チームをクラス3Aの州タイトルに導いた。州トーナメントの4試合で平均43.3得点を記録し、大会MVPにも選ばれた。クラス3A全州選抜にも2回選出されて、2016年1月20日にはサウス・ダコタ州立大学やアーカンソー州立大学などのオファーが来る中、ウィチタ州立大学にコミットした。

### カレッジ

#### ウィチタ州立大学
ウィチタ州立大学での新人シーズンに入ると、リーブスは左肩の関節唇を治すため手術を受けた。新人シーズンはすべてベンチからの出場となり、1試合平均4.1得点を記録した。2年目となった2018年1月28のタルサ大学戦でキャリアハイの23得点と4アシストを記録して90-71で勝利に貢献した。また、前半だけで7本の3ポイントシュートを沈め、同大学の最多記録を更新した。1試合平均は8.1得点、3.1リバウンド、3P成功率は42.5%の成績を残した 。

#### オクラホマ大学
2年生のシーズン終了後、リーブスはオクラホマ大学に転校したがNCAAの規定で次シーズンは出場できず、レッドシャツシーズン中はウェイトトレーニングを中心に行い、体重を20ポンド（9.1 kg）増量させることに成功した。レッドシャツが終え、4年生のシーズンに入り、2020年3月7日のTCU戦でキャリアハイの41得点、6アシスト、5リバウンドを記録。後半戦残り0.5秒でウィニングショットを沈め、78-76で勝利に貢献した。レッドシャツ後の1年目では1試合平均14.7得点、5.3リバウンド、3アシストの成績を残し、ビッグ12カンファレンスのオールニューカマーチームに選出された。シニアシーズンとなった12月6日のTCU戦でシーズンハイの32得点、9アシスト、6リバウンドを記録し、82-78で勝利した。オクラホマ大学はNCAAトーナメントに出場し、2回戦ではトップシードのゴンザガ大学と対戦。リーブスは27得点を記録したが、87-71で敗退となった。1試合平均18.4得点、5.5リバウンド、4.6アシストを記録し、オールビッグ12ファーストチームに選ばれ、3月31日に2021年のNBAドラフトにアーリーエントリーを表明した。

### ロサンゼルス・レイカーズ
2021年のNBAドラフトではどこからも指名されなかったが、2021年8月3日にロサンゼルス・レイカーズと2way契約を結び、同年9月27日にはレイカーズと1年間のミニマム契約を結んだ。10月22日のフェニックス・サンズ戦でNBAデビュー。ベンチからの出場で8得点を上げたが、レイカーズは115-105で敗れた。同年12月15日のダラス・マーベリックス戦では、スリーポイントを6本中5本沈めて15得点、7リバウンドを記録。そして、決勝スリーポイントを決め、107-104でレイカーズを勝利に貢献した。2022年4月10日のデンバー・ナゲッツ戦において31得点、10アシスト、16リバウンドのトリプル・ダブルを達成し、延長の末141-146でレイカーズを勝利に導いた。

## 個人成績

### NBA

#### レギュラーシーズン
| シーズン | チーム | GP  | GS  | MPG  | FG%  | 3P%  | FT%  | RPG | APG | SPG | BPG | PPG  |
| -------- | ------ | --- | --- | ---- | ---- | ---- | ---- | --- | --- | --- | --- | ---- |
| 2021–22  | LAL    | 61  | 19  | 23.2 | .459 | .317 | .839 | 3.2 | 1.8 | .5  | .3  | 7.3  |
| 2022–23  | LAL    | 64  | 22  | 28.8 | .529 | .398 | .864 | 3.0 | 3.4 | .5  | .3  | 13.0 |
| 2023–24  | LAL    | 82  | 57  | 32.1 | .486 | .367 | .853 | 4.3 | 5.5 | .8  | .3  | 15.9 |
| 2024–25  | LAL    | 73  | 73  | 34.9 | .460 | .377 | .877 | 4.5 | 5.8 | 1.1 | .3  | 20.2 |
| 通算     | 通算   | 280 | 171 | 30.1 | .481 | .370 | .863 | 3.8 | 4.3 | .7  | .3  | 14.5 |

#### プレーオフ
| シーズン | チーム | GP | GS | MPG  | FG%  | 3P%  | FT%  | RPG | APG | SPG | BPG | PPG  |
| -------- | ------ | -- | -- | ---- | ---- | ---- | ---- | --- | --- | --- | --- | ---- |
| 2023     | LAL    | 16 | 16 | 36.2 | .464 | .443 | .895 | 4.4 | 4.6 | .6  | .2  | 16.9 |
| 2024     | LAL    | 5  | 5  | 34.8 | .476 | .269 | .895 | 3.8 | 3.6 | 1.4 | .6  | 16.8 |
| 2025     | LAL    | 5  | 5  | 39.2 | .411 | .319 | .857 | 5.4 | 3.6 | .2  | .6  | 16.2 |
| 通算     | 通算   | 26 | 26 | 36.5 | .455 | .379 | .892 | 4.5 | 4.2 | .7  | .3  | 16.7 |

### カレッジ
| シーズン | チーム     | GP           | GS           | MPG          | FG%          | 3P%          | FT%          | RPG          | APG          | SPG          | BPG          | PPG          |
| -------- | ---------- | ------------ | ------------ | ------------ | ------------ | ------------ | ------------ | ------------ | ------------ | ------------ | ------------ | ------------ |
| 2016–17  | WSU        | 33           | 0            | 11.8         | .448         | .509         | .757         | 1.8          | 1.1          | .4           | .3           | 4.1          |
| 2017–18  | WSU        | 33           | 11           | 21.5         | .450         | .425         | .827         | 3.1          | 2.0          | .5           | .2           | 8.1          |
| 2018–19  | オクラホマ | レッドシャツ | レッドシャツ | レッドシャツ | レッドシャツ | レッドシャツ | レッドシャツ | レッドシャツ | レッドシャツ | レッドシャツ | レッドシャツ | レッドシャツ |
| 2019–20  | オクラホマ | 31           | 31           | 33.2         | .381         | .259         | .848         | 5.3          | 3.0          | 1.0          | .3           | 14.7         |
| 2020–21  | オクラホマ | 25           | 25           | 34.5         | .443         | .305         | .865         | 5.5          | 4.6          | .9           | .3           | 18.3         |
| 通算     | 通算       | 122          | 67           | 24.5         | .421         | .347         | .844         | 3.8          | 2.6          | .7           | .3           | 10.8         |